# جون كريستيان
جون كريستيان (بالهولندية: John Dirne)‏ هو منتج أسطوانات وملحن ودي جيه هولندي، ولد في 14 سبتمبر 1981 في أمستردام في هولندا.

## وصلات خارجية
- جون كريستيان على موقع IMDb (الإنجليزية)
- جون كريستيان على موقع ميوزك برينز (الإنجليزية)
- جون كريستيان على موقع ديسكوغز (الإنجليزية)

- الموقع الرسمي